# Atletica leggera ai Giochi della XXV Olimpiade - Lancio del martello

Video della Finale (i lanci vincenti di Abduvalijev)

Il lancio del martello ha fatto parte del programma maschile di atletica leggera ai Giochi della XXV Olimpiade. La competizione si è svolta nei giorni 1-2 agosto 1992 allo Stadio del Montjuic di Barcellona.

## Presenze ed assenze dei campioni in carica
| Competizione         | Atleta           | Prestazione | Barcellona 1992 |
| -------------------- | ---------------- | ----------- | --------------- |
| Olimpiadi 1988       | Sergej Litvinov  | 84,80 m     | Non selez.      |
| Commonwealth 1990    | Sean Carlin      | 75,66 m     | Presente        |
| Goodwill Games 1990  | Igor' Astapkovič | 84,12 m     | Presente        |
| Europei 1990         | Igor' Astapkovič | 84,14 m     | Presente        |
| Asiatici 1990        | Bi Zhong         | 71,30 m     | Presente        |
| Mondiali 1991        | Jurij Sedych     | 81,70 m     | Non selez.      |
|                      |                  |             |                 |
| Mondiali junior 1988 | Vadim Kolesnik   | 69,52 m     | Non selez.      |

1. ↑  Il peso dell'attrezzo è 6 kg.

## La gara
La Russia è un serbatoio infinito di martellisti. I campionati nazionali, che valgono come selezioni olimpiche, hanno fatto strage di nomi blasonati, ma la squadra messa in campo a Barcellona è in grado comunque di fare l'enplein. I tre russi conducono la gara fin dal primo lancio. Astapkovič è il primo a superare gli 80 metri (80,02), poi Abduvaliev lo supera alla quarto tentativo con il lancio che gli vale la medaglia d'oro (82,54). Sia Astapkovič che Nikulin eseguono il loro miglior lancio alla sesta prova, ma non basta per ribaltare l'ordine d'arrivo.

## Risultati

### Turno eliminatorio
Qualificazione76,00 m
Sette atleti ottengono la misura richiesta. Ad essi vanno aggiunti i 5 migliori lanci, fino a 74,86 m.

### Finale
| Pos | Paese             | Atleta            | Misura  |
| --- | ----------------- | ----------------- | ------- |
|     | Squadra Unificata | Andrej Abduvaliev | 82,54 m |
|     | Squadra Unificata | Igor' Astapkovič  | 81,96 m |
|     | Squadra Unificata | Igor Nikulin      | 81,38 m |

È la quarta partecipazione consecutiva che si conclude per gli ex sovietici con una tripletta di medaglie, come nel 1976, nel 1980 e nel 1988.